# Jakub Szałankiewicz
Jakub Szałankiewicz (* 28. Mai 1989 in Staszów) ist ein polnischer Beachvolleyballspieler.

## Karriere
Szałankiewicz begann seine internationale Karriere 2007 mit Michał Kądzioła, der bis 2016 sein Partner war. Vor heimischem Publikum in Mysłowice gewannen Kądzioła/Szałankiewicz die Jugend-Weltmeisterschaft. Kurz darauf absolvierten sie in Stare Jabłonki ihr erstes Open-Turnier. Im folgenden Jahr nahmen sie regelmäßig an dieser internationalen Serie teil. Sie qualifizierten sich für die Europameisterschaft 2008 in Hamburg, wo sie nach zwei Niederlagen den 25. Platz belegten. Kurz darauf wurden sie Fünfte der Junioren-WM in Brighton. 2009 spielten die beiden Polen ihre ersten Grand Slams. Nach dem vierten Rang bei der U23-EM in Jantarny gewannen sie bei der Junioren-WM in Blackpool ihren zweiten Nachwuchs-Titel. 2010 blieben sie in der Vorrunde der EM in Berlin sieglos, aber anschließend sicherten sie sich bei der U23 in Kos ihren nächsten Titel. Ein Jahr später nahmen sie an der Weltmeisterschaft in Rom teil. Dort erreichten sie als Gruppendritter die erste K.o.-Runde, in der sie sich den späteren Finalisten Márcio Araújo und Ricardo Santos aus Brasilien geschlagen geben mussten. Bei der U23-EM in Porto unterlagen sie diesmal im Endspiel. 2012 erreichten sie bei der EM in Scheveningen den vierten Platz. Kądzioła/Szałankiewicz standen 2013 beim Grand Slam von Shanghai  in der Vorschlussrunde und bei den gleichwertigen Events in Den Haag und Berlin im Viertelfinale. Bei der WM in Stare Jabłonki wurden sie Neunte, da sie im Achtelfinale gegen die Deutschen Erdmann/Matysik ausschieden. Eine Saison später kamen geteilte fünfte Plätze bei den höchst dotierten Turnieren in der chinesischen und deutschen Metropole sowie im polnischen Stare Jablonki hinzu. 2015 reichte es bei der WM noch zum siebzehnten Rang und beim Majors in Gstaad zur Runde der besten Acht. Ein Jahr danach war das beste Resultat der Halbfinaleinzug beim Open in Kish Island. 
Von 2017 bis Mai 2021 spielte Szałankiewicz häufig mit Maciej Rudol. Das Duo erreichte im ersten Jahr der Zusammenarbeit das Viertelfinale beim Poreč Major und zwei Spielzeiten später ebenfalls die Runde der letzten Acht beim Vier-Sterne-Event in Yangzhou sowie das Achtelfinale beim gleichartigen Wettbewerb in Moskau. Zuvor gewannen sie den Zwei-Sterne-Wettkampf in Aydın und anschließend standen sie im Endspiel der polnischen Meisterschaft. 2021 gehörten sie bei der zweiten Veranstaltung in Cancún noch einmal zu den besten sechzehn Teams. Zwischenzeitlich hatten der in der Woiwodschaft Heiligkreuz geborene Sportler und Mariusz Prudel mehrere Turniere bestritten. Sie siegten 2018 bei der 3-Sterne-Veranstaltung auf Kisch und beendeten die Vier-Sterne-Events in Den Haag auf dem geteilten fünften sowie in Ostrava auf dem geteilten neunten Rang. Bei der EM scheiterten sie in der zweiten KO-Runde an den lettischen Vizeeuropameistern Šmēdiņš / Samoilovs. 2019 und 2020 erkämpften die Polen jeweils Bronze bei den Titelkämpfen ihres Heimatlandes. Ab Juli 2021 startete Jakub Szałankiewicz bei den meisten Events mit Mateusz Florczyk. Die beiden gewannen den Ein-Stern-Wettbewerb in Sofia und belegten beim identischen Turnier in Warschau den zweiten Platz. Eine Spielzeit später standen sie bei den Futures in Białystok auf der obersten und in Mysłowice auf der mittleren Stufe des Podests. Mit Piotr Kantor gelangte Jakub Szałankiewicz noch einmal ins polnische Landesfinale und beendete anschließend seine Karriere.